# گارد ساحلی (فیلم)
گارد ساحلی یا بِی‌واچ (انگلیسی: Baywatch) فیلمی در ژانر کمدی-اکشن به کارگردانی ست گوردون و محصول سال ۲۰۱۷ آمریکا است که بر مبنای سریالی تلویزیونی به همین نام ساخته شده‌است. از بازیگران آن می‌توان به دواین جانسون، زک افران، الکساندرا داداریو، کلی روهرباچ، پریانکا چوپرا، جان بس، دیوید هسلهاف و پاملا اندرسون اشاره کرد. فیلمبرداری اصلی آن در ۲۲ فوریه ۲۰۱۶ در میامی فلوریدا و ساوانا جورجیا آغاز شد و توسط پارامونت پیکچرز در ۲۵ مه ۲۰۱۷ اکران شد. این دومین فیلمی است که دواین جانسون و الکساندرا داداریو در آن همبازی شده‌اند. آنها قبلاً در سال ۲۰۱۵ در فیلم سن آندریاس در کنار هم نقش آفرینی کرده بودند.

## فروش فیلم
گارد‌‌ ساحلی با فروش 177 میلیون دلاری،سودی قریب به 110 میلیون دلار را با خود به همراه داشت.این فیلم اولین همکاری زک افرون و داوین جانسون بود.

## خلاصه داستان
گارد ساحلی بعد از دیدن کشته شدن عده ای از مردم به‌طور مشکوک و پیدا کردن مواد مخدر در ساحل برای نابود کردن باند خلافکار قاچاق و نجات ساحل و دفاع از کارشان وارد عمل می‌شوند…

## شرح داستان
در «اِمرالد بی»، فلوریدا، ستوان میچ بوکنن یکی از اعضای محبوب یگان نجات‌غریق نخبه‌ای به نام «بی‌واچ» است. این تیم، که شامل استیفنی هولدن (معاون او) و نجات‌غریق باسابقه سی. جی. پارکر نیز می‌شود، از سواحل و خلیج محافظت می‌کند و با گارنر الربی، پلیس گشت حسود، و رئیسش کاپیتان ثورپ، در تقابل‌اند.
در گشت صبحگاهی، میچ یک بسته کوچک فلاکا در نزدیکی باشگاه هانتلی پیدا می‌کند؛ باشگاهی که متعلق به زن تاجر قدرتمندی به نام ویکتوریا لیدز است. بعدتر، او با مت برودی، شناگر مغرور و برنده مدال طلای المپیک، آشنا می‌شود که انتظار دارد بدون آزمون وارد تیم بی‌واچ شود. میچ و برودی در چندین آزمایش فیزیکی با هم رقابت می‌کنند که میچ برنده می‌شود. در پایان رقابت، زنی با دو فرزندش به درون آب می‌افتد و نجات‌غریق‌ها به‌همراه برودی برای نجات‌شان می‌شتابند. در نتیجه، برودی همراه با رونی گرینباوم و سامر کویین به تیم ملحق می‌شود.
آتش‌سوزی در یک قایق تفریحی خصوصی باعث می‌شود همهٔ سرنشینان به‌جز یکی از اعضای شورای شهر، رودریگز، توسط بی‌واچ نجات داده شوند. مرگ مشکوک رودریگز باعث می‌شود میچ و تیمش، علیرغم نارضایتی الربی، به تحقیق ادامه دهند. آن‌ها به سردخانه بیمارستان نفوذ می‌کنند و درمی‌یابند رودریگز به قتل رسیده است. سه نفر از اعضای تیم مخفی شده و ویدیویی از افراد لیدز می‌گیرند که در حال کارگذاری گزارش کالبدشکافی جعلی هستند، اما شناسایی می‌شوند و فیلم نابود می‌شود. ثورپ هشدار می‌دهد که اگر میچ پا را فراتر بگذارد، اخراج خواهد شد.
میچ که مطمئن است لیدز از باشگاه هانتلی برای قاچاق مواد مخدر استفاده می‌کند، به‌همراه برودی با لباس مبدل وارد عمل می‌شود و می‌بینند مواد مخدر از درون بشکه‌های ماهی بیرون کشیده می‌شود. اما وقتی با الربی تماس می‌گیرند، متوجه می‌شوند جسد دیگری در ساحل پیدا شده است. ثورپ که از ترک پست میچ خشمگین است، او را اخراج کرده و برودی را ستوان جدید معرفی می‌کند. برودی که تمایلی به این مقام ندارد، مجبور به پذیرش آن می‌شود.
بعداً برودی «دزدهای ساحلی» را در حال دزدیدن کیف‌ها با استفاده از یک یخدان می‌بیند. او آن‌ها را تعقیب کرده و یخدان را نزد خود نگه می‌دارد. بعد از پیدا کردن بسته دیگری از فلاکا در ساحل، برودی از همان یخدان برای دزدیدن گزارش جسد دوم از روی میز الربی استفاده می‌کند. او این گزارش را به سامر می‌دهد و سامر تأیید می‌کند که مرد با چاقو کشته شده، نه بر اثر حمله کوسه. رونی، قربانی را به‌عنوان دوستش دیو می‌شناسد که برای باشگاه هانتلی کار می‌کرد. برودی درمی‌یابد که میچ از ابتدا درباره هانتلی درست می‌گفت. رونی به سرورهای لیدز نفوذ کرده و نقشهٔ او برای خصوصی‌سازی کامل ساحل را کشف می‌کند.
تیم به یک مهمانی خصوصی روی قایق تفریحی شخصی لیدز نفوذ می‌کند و متوجه می‌شود که او از بدنهٔ قایق برای قاچاق مواد مخدر استفاده می‌کرده است. برودی دستگیر شده و به قفس طعمه انداخته می‌شود. لیدز که از پیروزی‌اش خوشحال است، افشا می‌کند که ثورپ را خریده تا میچ را کنار زده و برودی را جایگزین کند. سپس قفس را به دریا می‌اندازد. پیش از آنکه برودی غرق شود، سامر به کمکش می‌آید و به او تنفس مصنوعی می‌دهد. با این حال، برودی دچار توهم شده و تصور می‌کند که نجات‌دهنده‌اش در واقع میچ است.
آن‌ها به لیدز می‌رسند پیش از آنکه با بالگرد فرار کند، اما او دوباره برودی را اسیر می‌کند. میچ با فشفشه به سوی او نشانه می‌گیرد و رونی و سی. جی. فشفشه‌ها را شلیک کرده و لیدز را منفجر می‌کنند. الربی می‌رسد، افراد لیدز را دستگیر کرده و از میچ عذرخواهی می‌کند. ثورپ هم از راه می‌رسد و به میچ سرزنش می‌کند که چرا به ساحل برگشته است، اما برودی به او مشت می‌زند و ثورپ به‌خاطر نقش داشتن در نقشهٔ لیدز، بازداشت می‌شود.
مدتی بعد، رونی و برودی به‌ترتیب با سی. جی. و سامر وارد رابطه می‌شوند. میچ که دوباره به کار بازگشته، اعلام می‌کند که سامر، رونی و برودی دیگر کارآموز نیستند و آن‌ها را به کاپیتان جدیدشان، کیسی جین معرفی می‌کند.